# Ritchot
Ritchot és un municipi rural canadenc situat a la província de Manitoba, uns 27 km al sud de la capital de la província, Winnipeg. Té una població de 5.478 habitants segons el cens canadenc del 2011.